# Seznam představitelů surrealismu
Toto je seznam představitelů surrealismu:

## Malířství & výtvarná tvorba
| Ve světě: - André Masson - Max Ernst - Salvador Dalí - Man Ray - Joan Miró - René Magritte - Yves Tanguy - Paul Delvaux - Roberto Matta - Wolfgang Paalen - Dorothea Tanningová - Wifredo Lam - Victor Brauner - Hans Bellmer - Kurt Seligmann - Leonora Carringtonová Sochaři: - Hans Arp - Alberto Giacometti | 2. a 3. generace: - Pierre Molinier - Hervé Télémaque - Jorge Camacho - Jean Benoît - Mimi Parentová - Jean Terrosian - Gabriel der Kevorkian - Max Walter Svanberg (fr) - Konrad Klapheck - Jean-Claude Silbermann (fr) - Marianne van Hirtum (fr) Ostatní - Ludwig Zeller - Suzanne Wald - Penelope Rosemont - Franklin Rosemont (fr) - Aldo Pellegrini - Phillip West - Mario Césariny (fr) - Georges Hénein (fr) |  | Čeští představitelé: - Toyen (vlastním jménem Marie Čermínová) - Jindřich Štyrský - Vincenc Makovský (sochař) 2. a 3. generace: - Václav Tikal - Josef Istler - Emila Medková - Mikuláš Medek - Libor Fára - Jan Švankmajer - Eva Švankmajerová - Jaroslav Hrstka - Ivana Spanlangová - Roman Erben - Ivo Medek - Martin Stejskal - Alena Nádvorníková 90. léta: - Přemysl Martinec - Kateřina Piňosová - Roman Kubík - Leonidas Kryvošej - Kateřina Kubíková - Lucie Hrušková - Jan Daňhel |  | Čeští představitelé „Imaginativního umění“: - Josef Šíma - František Muzika - František Janoušek - Ladislav Zívr (sochař) - Ladislav Novák - Aleš Krejča |

## Poezie & texty
| Ve světě: - André Breton - Louis Aragon - Benjamin Péret - Paul Eluard - Raymond Queneau - Jacques Prévert - Tristan Tzara - Robert Desnos - René Crevel - André Thirion (fr) Ostatní: - Marcel Duchamp - Giorgio de Chirico - Georges Bataille - Alberto Savinio (fr) - Roger Gilbert-Lecomte (Vysoká hra) - René Daumal (Vysoká hra) (fr) - Georges Ribemont-Dessaignes - Aime Césaire (fr) - Octavio Paz 2. 3. generace - André Pieyre de Mandiargues (fr) - Julien Gracq - Jean Schuster (fr) - Gherasim Luca (fr) - Michel Zimbacca - Jean-Louis Bédouin - Vincent Bounoure - Jean Ferry (fr) - Joyce Mansourová - Alain Joubert - Gérard Legrand (fr) - Phillipe Audoin (fr) - Alain Jouffroy (fr) - Guy Cabanel (fr) - Guy-René Doumayrou - Bernard Roger | Československo: Předválečné generace: - Konstantin Biebl - Jindřich Heisler - Vítězslav Nezval - Jindřich Štyrský - Karel Teige - Bohuslav Brouk 40. léta a poválečné generace: - Zbyněk Havlíček, básník, překladatel (spořilovští surrealisté) - Rudolf Altschul, básník (spořilovští surrealisté) - František Jůzek, (okruh spořilovských surrealistů) - Robert Kalivoda, teoretik, filosof (spořilovští surrealisté) - Vratislav Effenberger, teoretik - Zdeněk Lorenc, básník - Karel Hynek - Ludvík Šváb 50. a 60. léta: - Petr Král - Stanislav Dvorský - Věra Linhartová - Milan Nápravník - Prokop Voskovec - Pavel Řezníček - Karel Šebek - Ivan Sviták | Po roce 1968: - Andrew Lass - Martin Stejskal - Alena Nádvorníková - František Dryje - Jiří Koubek - Josef Janda - Ivo Purš - Jan Gabriel - Roman Telerovský - Ivan Horáček 90. léta: - Bruno Solařík - David Jařab - Jakub Effenberger - Jan Richter - Radim Němeček - Jan Kohout - Miloslav Caňko - Kristýna Žáčková - Šimon Svěrák - Václav Švankmajer - Zuzana Lazarová Slovensko: - Albert Marenčin - Karol Baron - Juraj Mojžíš (sl) | Příbuzné tendence v Česku: Mimo Surrealistickou skupinu existovalo několik seskupení, vycházejících tak či onak ze surrealismu. - Skupina RA – 40. léta - Josef Istler - Vilém Reichmann - Ludvík Kundera - Zdeněk Lorenc - Václav Tikal - Miloš Koreček - Václav Lacina - „Libeňská skupina“ - Egon Bondy - Jana Krejcarová - Skupina Lacoste – Brno - Arnošt Budík - Václav Pajurek - Josef Kremláček - Jiří Havlíček - Skupina STIR UP – pokračovatelé skupiny Lacoste - Skupina A.I.V. – Brno a „Šternberská skupina“ (které později fúzovaly se Surrealistickou skupinou) Solitéři - Karel Havlíček - Vladimír Holub - Jiří Sever |

## Fotografie
| Ve světě: - Man Ray - Brassaï - Dora Maar | V Československu: - Jindřich Štyrský - Miroslav Koreček - Emila Medková - Alois Nožička - Jiří Sever - Vilém Reichmann |

## Film
Ve světě:
- Man Ray – Emak Bakia
- Luis Buñuel, Salvador Dalí – Andaluský pes, Zlatý věk
- Hans Richter – Sny na prodej, 8x8
- Michel Zimbacca – Objevování světa

Čeští představitelé:
- Ludvík Šváb – krátké filmy (o něm Martina Kudlacek: L'Amour fou)
- Jan Švankmajer – Přežít svůj život, Šílení, Spiklenci slasti, Otesánek, Lekce Faust, Hmyz...
- David Jařab – Hlava ruce srdce, Vaterland, Vratislav Effenberger aneb Lov na černého žraloka...
- Jan Daňhel – Světlopisná trilogie, Adam Kadmon, ...
- Pavel Marek – Vychovatel ke strachu, Mrtvý les, Narozeniny v parku, Sklizeň...

## Divadlo
Ve světě:
- Benjamin Péret – V ráji fantomů
- Antonin Artaud – Divadlo a jeho dvojník

Čeští představitelé:
- Vratislav Effenberger, Karel Hynek – Černé frašky
- Ludvík Šváb – Předjaří